# Voskresensk, Moskva oblast
Voskresensk (ryska Воскресе́нск) är en stad i Moskva oblast i Ryssland. Staden ligger vid Moskvafloden ungefär 88 kilometer sydost om Moskva. Folkmängden uppgår till cirka 94 000 invånare. 

## Historia
Orten grundades 1862. Stadsrättigheter erhölls 1938.